# Oncerometopus californica
Oncerometopus californica är en insektsart som beskrevs av Van Duzee 1918. Oncerometopus californica ingår i släktet Oncerometopus och familjen ängsskinnbaggar. Inga underarter finns listade i Catalogue of Life.